# Parallelia albocincta
Parallelia albocincta là một loài bướm đêm trong họ Erebidae.